# (8624) 1981 ES9
(8624) 1981 ES9 — астероїд головного поясу, відкритий 1 березня 1981 року.
Тіссеранів параметр щодо Юпітера — 3,184.